# Flavia Rigamonti
Flavia Rigamonti (* 1. Juli 1981 in Sorengo) ist eine ehemalige Schweizer Schwimmerin.

## Werdegang
Ihre Paradestrecken waren die 800 m und die 1500 m Freistil, auf denen sie an Welt- und Europameisterschaften schon mehrfach erfolgreich war. Die Stiftung Schweizer Sporthilfe zeichnete sie als Nachwuchsathletin des Jahres 1997 aus.
Rigamonti gewann an den Schwimmweltmeisterschaften von Fukuoka 2001, Montreal 2005 und Melbourne 2007 jeweils eine Silbermedaille. Von den fünf Schweizer Medaillengewinnen an Schwimmweltmeisterschaften gehen somit allein drei auf ihr Konto.
Im Finale über 1500 m Freistil bei den Weltmeisterschaften 2007 brach sie den Europarekord und schwamm die Distanz erstmals in unter 16 Minuten. Der Rekord hielt bis am 16. Juli 2008, als Alessia Filippi ihn nochmals um 2,54 Sekunden auf 15:52,84 min verbesserte. Am 23. März 2008 gewann sie Gold über 1500 m Freistil bei den Schwimmeuropameisterschaften in Eindhoven.